# Наказ (правовой акт)
Нака́з — документ, излагающий поручение вышестоящего органа власти нижестоящему об определённом порядке действия; в данном значении, наказ — исторический вид правового акта.

## Наказ в Московском государстве
Наказ как самостоятельная форма документа вошёл в правотворческую российскую практику ещё в период Русского государства. В то время наказ представлял собой царское поручение, адресованное воеводе или иному чиновнику на местах о порядке осуществления административных функций. Отмечается, что наказы писались по единому образцу (формуляру), содержащему следующие части:

1. вступление в должность нового воеводы, порядок приёма должности от прежнего воеводы;
2. постановления о финансовом управлении;
3. отношение воеводы к местному обществу и выборным должностям;
4. постановления о полицейской деятельности воеводы;
5. определение военных обязанностей воеводы, правила его отношения к иноземцам.

Наказ, исходящий от центральных органов управления, включая царя, мог выражаться в наказной грамоте. Впрочем, наказными грамотами назывались и распоряжения церковной власти (митрополита, архиерея), адресованные монастырям и благочиниям на местах. В частности, известно, что материалы Стоглавого Собора 1551 г. рассылались затем по городам и монастырям посредством наказных грамот.
Наряду с конкретными административными распоряжениями, наказ мог устанавливать и нормы права, что сближает его с указом. Таков, в частности, Губной наказ Новгородской земле от 6 мая 1559 года царя Ивана Грозного, адресованный Новгородской земле в целом и регламентирующий порядок осуществления губного самоуправления там. Также и наказ Алексея Михайловича «О градском благочинии» от 30 апреля 1649 г., наряду с конкретными предписаниями, адресованными «Ивану Андреевичу Новикову, да подьячему Викуле Панову», содержал нормы, касающиеся общих правил профилактики пожаров, имеющие общегосударственное значение.
Наказ в рассматриваемый период мог иметь форму «наказной памяти», то есть инструкции, выданной центральным или местным органом власти послу или иному чиновнику, выполняющему определённое поручение (иногда дипломатического или конфиденциального характера). Так, известна наказная память от 30 мая 1641 года, данная из Якутской приказной избы березовскому пятидесятнику Мартыну Васильеву и десятнику Аксёну Аникееву о проведывании путей в Китай, в которой последним предлагается:

подпоя вином, роспрашивать братцких людей и тунгусов про Ламу, и про тунгускою вершину, и про мугальских людей, какие по Ламе люди живут, и многие ль, и мугальской князец далеча ль от них живёт, и хто именем, и городы у них и острожки есть ли, и какой у них бой, и в Китайское государьство которою рекою ходят, и сколько судового ходу, или сухим путём до Китайского государьства городов, и Шилка-река сколько от них далеча, и Лавкай-князец, которой живёт на Шилке, сколь далеча от них живёт, и серебряная руда на Шилке и медяная далеча ль от Лавкаява улусу, и какой хлеб на Шилке-реке родитца, и куды Шилка-река устьем впала — в Ламу ли или в Большое море…

## Наказ в период Российской империи
В Российской империи (XVIII — нач. XX вв.) термин «наказ» продолжает использоваться в прежнем значении вместе с новым термином «инструкция», появившимся в законодательстве петровского времени. Примерами здесь могут служить следующие акты эпохи Петра I: «Инструкция, или Наказ Воеводам», «Инструкция, или Наказ Земским Комиссарам в Губерниях и провинциях», «Инструкция, или Наказ Земским Камерирам в Губерниях и провинциях», «Инструкция, или Наказ Земским Фискалам в Губерниях и провинциях». Генеральный регламент Петра I в своём специальном разделе «Толкование иностранных речей, которые в сём регламенте» прямо устанавливал эквивалентность терминов «наказ» и «инструкция».
Наиболее известен из наказов XVIII в. Наказ Екатерины II 1767 года, в котором Екатерина II изложила Уложенной комиссии, призванной систематизировать российское законодательство, не только свой взгляд на будущую систематизацию (которая так и не была в описываемый период осуществлена), но и своё видение развития общества и государства в духе идей Просвещения. Этот наказ, таким образом, стал не только сугубо юридическим, но и литературно-философским памятником, сыгравшим впоследствии немалую роль в развитии отечественной традиции философии права.
В XIX веке наказы издаются как правовые акты общего характера, регламентирующие деятельность органов государственной власти и управления в той или иной сфере. В частности, Манифест Александра I от 25 июня 1811 года «Об общем учреждении министерств» состоял из двух частей — части I «Образование министерств» и части II «Общий наказ министерствам». В § 205 Манифеста указывалось, что

Общий министерский наказ определяет: 1) степень и пределы власти министров и их товарищей, 2) отношения их к разным установлениям, 3) сношения министров с разными местами и лицами, им равными, 4) действия министерств на подчинённые им управления, 5) силу и порядок их ответственности, 6) степень и пределы власти
департаментов и их директоров, 7) обязанности канцелярии министра и её директора, 8) обязанности разных чинов, составляющих департамент, и отношения их к директору, 9) силу и порядок ответственности директоров и других чиновников.

Также были изданы Общий наказ Гражданским Губернаторам от 03.06.1837 г., ряд других подобных актов в форме наказа.
Наряду с наказами, по-прежнему продолжают издаваться и инструкции. При этом высказывается точка зрения, что

отличие наказа от инструкции обыкновенно производилось на том основании, что инструкция есть наказ, определяющий деятельность какого-либо должностного лица.

Судебные уставы, принятые в ходе судебной реформы 1860-х годов, предполагали, что внутренняя деятельность судов будет регламентироваться Наказами судебных мест. При этом различались общий судебный наказ, обязательный для всех судов Российской империи, и особые наказы, регламентирующие внутреннюю организацию работы конкретных судов. Общий наказ судебных мест издан так и не был. Однако были изданы наказы для отдельных судов, в частности, Наказ военно-судебным местам. Известны также Наказ Нижегородскому окружному суду, Наказ судебным следователям Ярославского окружного суда и др.

## Наказ в период Советского государства
В Советский период наказ как форма права самостоятельного значения не получил, но в первые годы Советской власти отдельные вопросы продолжали решаться в форме наказов. 17 ноября 1917 года ВЦИК РСФСР принял т. н. «Наказ-конституцию» о взаимодействии ВЦИК и СНК РСФСР, где устанавливалось, что Совнарком может самостоятельно проводить мероприятия по борьбе с контрреволюцией (при условии его ответственности перед ВЦИКом). Все законодательные акты, а также распоряжения крупного общеполитического значения должны рассматриваться и утверждаться ВЦИКом.
Довольно широко известен и Наказ СНК РСФСР от 09.08.1921 г. «О проведении в жизнь начал Новой экономической политики».

Так называемый «наказ» Совнаркома от 9 августа 1921 г. «О проведении в жизнь начал Новой экономической политики» явился первым крупным декретом периода «НЭПа», посвящённым главным образом крупной промышленности .Он рассматривал «кустарную и мелкую промышленность как подсобную к крупной государственной промышленности» и попытался провести систематическую классификацию предприятий.

24.01.1922 г. утверждается Наказ СНК РСФСР «О разграничении деятельности Совета Народных Комиссаров, Совета Труда и Обороны и Малого Совета Народных Комиссаров», разграничивший компетенцию каждого из этих органов.
14 июля 1924 года ВЦИК СССР принимает постановление «Наказ Верховному Суду СССР», регулирующее организацию деятельности этого высшего органа судебной власти.
После этого рассматриваемая форма правового акта сошла на нет.
Издаваемые на современной Украине министерствами и ведомствами «наказы» в переводе на русский язык именуются «приказами».